# Ок-Валли (тауншип, Миннесота)
Ок-Валли (англ. Oak Valley) — тауншип в округе Оттер-Тейл, Миннесота, США. На 2000 год его население составило 362 человека.

## География
По данным Бюро переписи населения США площадь тауншипа составляет 92,5 км², из которых 92,5 км² занимает суша, водоёмов нет.

## Демография
По данным переписи населения 2000 года здесь находились 362 человека, 136 домохозяйств и 101 семья.  Плотность населения —  3,9 чел./км².  На территории тауншипа расположено 156 построек со средней плотностью 1,7 построек на один квадратный километр. Расовый состав населения: 98,90 % белых, 0,55 % коренных американцев и 0,55 % приходится на две или более других рас.
Из 136 домохозяйств в 28,7 % воспитывались дети до 18 лет, в 63,2 % проживали супружеские пары, в 8,1 % проживали незамужние женщины и в 25,7 % домохозяйств проживали несемейные люди. 22,1 % домохозяйств состояли из одного человека, при том 8,1 % из — одиноких пожилых людей старше 65 лет. Средний размер домохозяйства — 2,66, а семьи — 3,09 человека.
27,6 % населения — младше 18 лет, 8,0 % — в возрасте от 18 до 24 лет, 25,4 % — от 25 до 44, 27,3 % — от 45 до 64, и 11,6 % — старше 65 лет. Средний возраст — 38 лет. На каждые 100 женщин приходилось 106,9 мужчин.  На каждые 100 женщин старше 18 приходилось 111,3 мужчин.
Средний годовой доход домохозяйства составлял 23 500 долларов, а средний годовой доход семьи —  25 455 долларов. Средний доход мужчин —  23 750  долларов, в то время как у женщин — 15 750. Доход на душу населения составил 10 439 долларов. За чертой бедности находились 19,1 % семей и 22,2 % всего населения тауншипа, из которых 27,8 % младше 18 и 18,6 % старше 65 лет.